# Érik Chvojka
Érik Chvojka (* 26. Oktober 1986 in Montreal) ist ein ehemaliger kanadischer Tennisspieler.

## Karriere
Érik Chvojka spielte hauptsächlich auf der ATP Challenger Tour und der ITF Future Tour.
Er konnte sechs Einzel- und 15 Doppelsiege auf der ITF Future Tour feiern. Auf der ATP Challenger Tour gewann er ein Doppelturnier in Granby.

## Erfolge
| Legende (Anzahl der Siege)  |
| Grand Slam                  |
| ATP World Tour Finals       |
| ATP World Tour Masters 1000 |
| ATP World Tour 500          |
| ATP World Tour 250          |
| ATP Challenger Tour (1)     |

### Doppel

#### Turniersiege
| Nr. | Datum         | Turnier | Belag     | Partner        | Finalgegner                | Ergebnis |
| --- | ------------- | ------- | --------- | -------------- | -------------------------- | -------- |
| 1.  | 20. Juli 2013 | Granby  | Hartplatz | Peter Polansky | Adam El Mihdawy Ante Pavić | 6:4, 6:3 |